# KENN
KENN(1982년 3월 24일~ )는 일본의 남성 성우 및 가수이다. 도쿄도 출신으로 드림 위버 소속, the NaB's의 키보드 겸 보컬이다. 본명은 오오하시 켄이치로(大橋 賢一郎)

## 작품

### TV 애니메이션
2004년
- 유희왕 GX（유우키 쥬다이）

2006년
- 에어기어（미쿠라 카즈마）
- 디지몬 세이버즈（츠바사 코우키 / 바이오 선더버몬 / 바이오 다크 드라몬）

2007년
- 가정교사 히트맨 리본（디노(2대째)）

초대 디노役의 성우카마카리 켄타님의 갑작스런 병환으로、「vs바리아편」부터 KENN으로 담당이 변경되었다.
2008년
- 드루아가의 탑 -the Aegis of URUK-（질）

2009년
- 드루아가의 탑 -the Aegis of URUK-（질）
- 프레시 프리큐어!（이치죠 카즈키）
- 미라클☆트레인-오에도선에 어서오세요-（롯폰기 후미）
- 라이브온 CARDLIVER쇼（아카마루 치카라）

2010년
- 유희왕 10주년 기념 극장판 시공을 초월한 인연 (유우키 쥬다이)
- 흑집사2 (로날드 록스)
- 쥬얼펫 트윙클 (재스퍼)

2011년
- 쥬얼펫 선샤인 (재스퍼)
- 프리티 리듬 오로라 드림 (히비키)
- 라스트 엑자일 -은빛 날개의 팜- (프리츠)
- 토리코 (타키마루)

2013년
- Brothers Conflict (후토)
- 경계의 저편 (칸바라 아키히토)

2019년
- 귀멸의 칼날 (카마누에)

### 게임
- 가정교사 히트맨 리본 시리즈（디노）
- 역전재판4 프로모션 영상（오도로키 호우스케）
- 선데이VS매거진 집결! 정상대결전
- 샤이닝 포스 페더（래쉬）
- Scared Rider XechS（무츠키 히지리）
- 단죄의 마리아（죠커/비프론스）
- 데저트 킹덤（세라）
- VitaminZ（나루미야 텐쥬로）
  - VitaminZ Revolution（나루미야 텐쥬로）
- 블레이더 드라이브（다이치）
- 유희왕 GX 태그포스 시리즈（유우키 쥬다이）
- LAST RANKER（리도）
- 켄가키미 (케이) - 2013년
- 어플게임[아이돌리쉬세븐] (요츠바 타마키)

### 드라마CD
- 디어♥보컬리스트(일본어판) (시엘)

## 라디오
- 게임 『Vitamin』시리즈 Web 라디오 사립 세이테이 학원 방송부（アニメイトTV：2009年3月 - ）
- VELVET UNDER WORLD Web Radio VELVET－NETWORK（アニメイトTV：2009年7月 - ）
- 미라클☆트레인라디오~차장실에 어서 오세요~ （アニプレックス・ランティス：2009年10月 - ）

### 뮤지컬
- 뮤지컬 테니스의 왕자 (후지 유타)

### 기타
- 츠키우타 (사츠키 아오이)